# Безбородов, Михаил Ильич
Михаи́л Ильи́ч Безборо́дов (10 января 1907 — 11 марта 1935) — мокшанский советский поэт, писатель и драматург. Родился в селе Старые Пичингуши, ныне входящем в состав Ельниковского района Мордовии.
Первое опубликованное стихотворение — «Морафтома кудса» («В избе-читальне»), напечатано в 1927 году в газете «Од веле».
Автор поэм «Ёфкс, кона ульсь» («Сказка-быль», 1929), «Матовсь кяжец» («Потушенная злоба», 1933), «Волянкса» («За волю», 1935), драмы «Кафта ширет» («Два лагеря», 1933), пьесы «Ордаткш» («Капризная»), лирических стихов, фельетонов, очерков, рассказов.

## Память
В Саранске на Аллее славы рядом с Фонтанным спуском к парку имени Пушкина установлен бюст М. И. Безбородова.